# Гнану, Ибрахим
Ибрахим Гна́ну (фр. Ibrahim Gnanou; 8 ноября 1986, Уагадугу) — буркинийский футболист, защитник. Выступал в сборной Буркина-Фасо.

## Карьера
Свою карьеру Ибрахим начал в родном городе, в клубе «АСФА Йенненга», где выступал до 2005 года. Затем он перешёл в молдавский «Шериф», где за три года трижды выиграл чемпионат, завоевал кубок страны, дважды выиграл суперкубок и забил 18 голов, необычный показатель для защитника. Сезон 2008/09 Гнану провёл в Дании, в клубе «Мидтъюлланн», но не сумел закрепиться в составе и в феврале 2009 года перешёл во владикавказскую «Аланию». В августе 2011 года покинул команду.

## Достижения
АСФА Йенненга
- Чемпион Буркина-Фасо (1): 2004

Шериф
- Чемпион Молдавии (3): 2004/05, 2005/06, 2006/07
- Обладатель Кубка Молдавии (1): 2005/06
- Обладатель Суперкубка Молдавии (2): 2005, 2007

Алания
- Финалист Кубка России (1): 2010/11